# Amomphopalpus pictus
Amomphopalpus pictus is een keversoort uit de familie zwamspartelkevers (Melandryidae). De wetenschappelijke naam van de soort werd in 1863 gepubliceerd door Rodolfo Amando Philippi.